# Venceslav Čihal - Veno
Venceslav (Veno) Čihal, slovenski športnik * 1937, † 2021

## Življenje
Venceslav je tretji, najmlajši otrok zakoncev Josefa in Marije. Josef po rodu izhaja iz Češke, Marija pa je bila Slovenka, doma iz Ribnice. Svoje življenje je Veno preživel v Ribnici.
Veno se je že v zgodnjih letih do konca osnovne šole razvijal v vrhunskega športnika v telovadnici TVD Partizan Ribnica in za tem v TVD Partizan Kočevje. Prve vidne uspehe je začel dosegati kmalu po končani osnovni šoli, ko je nadaljeval šolanje na elitni petletni gozdarski šoli v Ljubljani (1954-59). Uspehe je dosegal v različnih športnih panogah, ko je na tekmah posegal v sam vrh. Svojo vsestranskost je izkazoval že kot petnajstletnik ob skokih s padalom, na tekmah v smučarskem teku, rokometu, odbojki in v atletiki.
Izbor uspehov:
- Na Isteničevem memorialu leta1954 je zasedel tretje mesto v smučarskem teku na 5 km v kategoriji mlajših mladincev (Dipl. z dne 21. 3. 1954).
- Leta 1954 je bil prvi od treh najboljših atletov Dolenjske v metu krogle in teku čez zapreke.
- Leta 1955 je postavil državni rekord v troboju, bil absolutni mladinski državni prvak Jugoslavije v metu krogle in kapetan državne reprezentance v mednarodnem dvoboju reprezentanc Jugoslavije in Avstrije v Kočevju.
- Dne 11. 9. 1955 je bil prvak Slovenije v metu krogle.
- Leta 1956 je na Slovenskem državnem prvenstvu osvojil drugo mesto za starejše mladince v skoku v daljino.
- Leta 1957 je na Slovenskem državnem prvenstvu dosegel drugo mesto v troskoku za starejše mladince.
- Leta 1958 je bil članski prvak Slovenije v metu krogle.
- Leta 1958 je v atletskem dvoboju za člane Budapest – Slovenija osvojil drugo mesto. Istega leta je bil tudi član reprezentance za mednarodni troboj Ljubljana – Celje – Graz. V tem troboju je osvoji prvo mesto.
- Na republiškem prvenstvu SRS je leta 1958 osvojil drugo mesto v skoku v višino in še istega leta postal republiški prvak v skoku v višino kot član Olimpije Ljubljana.
- Leta 1960 je ob služenju vojaškega roka postal prvak JLA v skoku v višino.
- Med leti 1958 do 1961 je bil član odbojkaškega moštva TVD Partizan Kočevje in tekmoval v republiški ligi.
- Od 1964 do 1966 je bil tekmovalec Ljubljanske conske rokometne lige pri rokometnem klubu TVD Partizan Ribnica.
- Od 1970 do 1971 je bil trener rokometne ekipe TVD Partizan Ribnica, ki je tekmovala v republiški ligi SRS in v zimskem prvenstvu 1971 dosegla tretje mesto v Sloveniji.

S svojim delovanjem je prispeval tudi na občinskem nivoju, kjer je svojo vsestranskost izkazoval tudi z organizacijskim in funkcionarskim delovanjem. Pri tem je vedno znal najti  skupni jezik z vsemi, ne glede na osebna, politična ali druga prepričanja.
- Od leta 1962 do 1964 je bil predsednik sveta za telesno kulturo pri Občinskem ljudskem odboru Ribnica.
- Od leta 1964 do 1967 ga najdemo na položaju sekretarja občinskega komiteja ZKS Ribnica.
- Od 1964 do 1968 je bil predsednik tehnične komisije pri Občinski zvezi za telesno kulturo Ribnica.
- Od 1965 do 1967 je bil član upravnega odbora TVD Partizan Ribnica.
- Od 1968 do 1971 je bil predsednik komisije pri svetu za šolstvo, kulturo in telesno vzgojo občine Ribnica.

Zaradi  številnih uspehov in dosežkov ga je leta 1971 ObZTK Ribnica predlagala za odlikovanje z Redom dela s srebrnim vencem. Poleti
1980 se je umaknil iz aktivnega športnega življenja in kot upokojeni gozdarski tehnik je spremljal in podpiral šport, do konca svoje življenjske poti, 5. 1. 2021.